# Тернерс Фолс (Масачусетс)
Тернерс Фолс (енгл. Turners Falls) насељено је место без административног статуса у америчкој савезној држави Масачусетс.

## Демографија
По попису из 2010. године број становника је 4.470, што је 29 (0,7%) становника више него 2000. године.
| Група             | 2000.         | 2010.         |
| Белци             | 4.125 (92,9%) | 3.938 (88,1%) |
| Афроамериканци    | 33 (0,7%)     | 68 (1,5%)     |
| Азијати           | 43 (1,0%)     | 24 (0,5%)     |
| Хиспаноамериканци | 155 (3,5%)    | 324 (7,2%)    |
| Укупно            | 4.441         | 4.470         |